# Atykaprant
Atykaprant, znany również pod kodami rozwojowymi JNJ-67953964, CERC-501 i LY-2456302 – organiczny związek chemiczny, antagonista receptora opioidowego κ (KOR), aktualnie (stan na marzec 2025 r.) badany pod kątem leczenia ciężkiej depresji.  

## Mechanizm działania
Atykaprant działa jako selektywny antagonista KOR, czyli biologicznego celu endogennego peptydu opioidowego dynorfiny. Lek charakteryzuje się dobrą selektywnością względem receptora KOR w stosunku do receptora μ-opioidowego (MOR) i innych potencjalnych celów, stosunkowo długim okresem półtrwania wynoszącym od 30 do 40 godzin i dobrą przenikalnością przez barierę krew–mózg. 
Podobnie jak w przypadku innych antagonistów opioidów kappa, które są obecnie poddawane badaniom klinicznym w leczeniu ciężkiej depresji, ich skuteczność może być osłabiona przez równoważącą aktywację cytokin prozapalnych w komórkach glejowych ośrodkowego układu nerwowego.
Przyjmuje się go w formie doustnej, a jego biodostępność wynosi 25%.

## Działania niepożądane
Do działań niepożądanych atikaprantu należy m.in. świąd .

## Badania i rejestracja
Atykaprant został pierwotnie opracowany przez firmę Eli Lilly, przez pewien czas pracowała na nim firma Cerecor, a obecnie jego rozwojem zajmuje się firma Janssen Pharmaceuticals. Od lipca 2022 r. lek znajduje się w fazie III badań klinicznych dotyczących leczenia ciężkiej depresji. 
Atykaprant był również badany pod kątem leczenia alkoholizmu, zaburzeń związanych z używaniem kokainy i zespołu odstawienia nikotyny, lecz badania nad nim w tych wskazaniach zostały przerwane.